# Klub Prasy i Książki „Ruch”

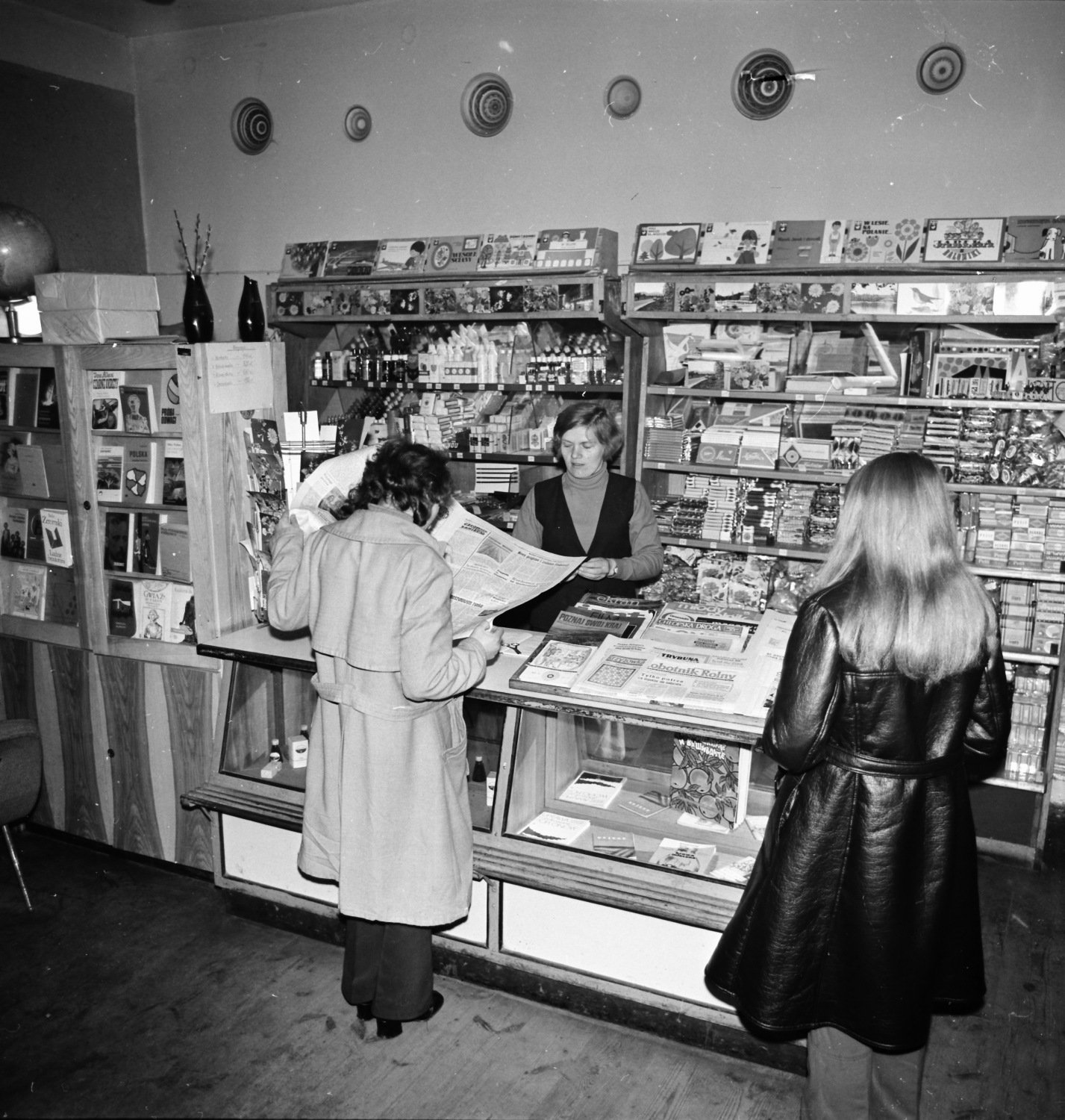
Klub Prasy i Książki „Ruch” (1973)

Klub Prasy i Książki „Ruch” (Klub PiK, KPiK, Klub „Ruchu”) – polska sieć domów kultury i księgarni prowadzona przez Przedsiębiorstwo Upowszechniania Prasy i Książki „Ruch”; placówka kulturalno-oświatowa, wyposażona w salę do konsumpcji, telewizor i gry planszowe. 
Kluby „Ruchu” były organizowane na wsi w latach 60. i 70. XX wieku. 11 października 1964 liczba wiejskich Klubów Prasy i Książki „Ruch” sięgnęła 5000 za sprawą otwarcia placówki w Łopuszce Wielkiej. W odróżnieniu od podobnych Klubów Rolnika, które prowadziła Gminna Spółdzielnia „Samopomoc Chłopska”, kluby „Ruchu” prowadziły sprzedaż prasy, książek i drobnych artykułów – w asortymencie podobnym jak kioski „Ruchu”.